# Mondego
 Mondego ("Mondegofloden")  är en portugisisk flod som rinner upp i Serra da Estrela, inom kommunen Gouveia på 1525 meters höjd, passerar Coimbra och rinner ut i havet vid Figueira da Foz. Det är den största floden som rinner helt inom Portugal. 

Mondegos flöde

## Viktigaste tillflöden
- Rio Dão
- Rio Alva
- Rio Ega
- Rio Foja
- Rio Ceira
- Rio Arunca
- Ribeira do Botão